# Nevermore (пісня)
«Nevermore» — пісня британського рок-гурту «Queen», написана вокалістом Фредді Мерк'юрі. Пісня вийшла на другому альбомі «Queen II» у 1974 році і є однією з найкоротших в альбомі — її тривалість всього 1 хвилина і 18 секунд. Коротше пісні «Nevermore» тільки інструментальна композиція «Procession». Її довжина — 1 хвилина 13 секунд.

## Запис
Пісня була записана в серпні 1973 року в «Trident Studios». У записі брали участь тільки Фредді Мерк'юрі, який грав на роялі і Джон Дікон, який грав на бас-гітарі. Всі вокальні партії записав Мерк'юрі. У пісні в певних моментах чути звук рояля, який коливається, що нагадує синтезатор. Однак цей звук витягувався перебором струн рояля в той час, коли Мерк'юрі грав ноти.

## Про пісню
Це одна з найпростіших пісень альбому, але вона не ввійшла до трек-листа за принципом відмінності від інших. Тепер така коротка тривалість не є дивиною, але тоді вона контрастувала з такими довгими піснями, як «The March of the Black Queen» і «Father to Son». Пісня схожа з творчістю гурту «Bell & Sebastian». Однак на текст пісні справив великий вплив блюз. Тематика пісні — почуття, які людина відчуває після того, як розлучається з коханою людиною. Пісня примітна тим, що в епоху міфологічного ідеалізму гурту вона зачіпає особистісні проблеми людини. Пісня починається з тієї ж самої мелодії, яка завершує попередню пісню «The Fairy Feller's Master-Stroke». Імовірно, Фредді Мерк'юрі цим самим планував об'єднати ці дві пісні і створити ефект, ніби «The Fairy Feller's Master-Stroke» не закінчується, а переходить в баладу. Однак між цими партіями є проміжок приблизно в пів секунди.
Критик з журналу «Classic Rock» вважає текст пісні одним з кращих в альбомі, після тексту пісні «Some Day One Day». Райс Томас, експерт і музичний продюсер, вважає її однією з найкращих пісень, написаних Фредді Мерк'юрі. Грег Брукс і Гері Тейлор підкреслюють в пісні прекрасний бек-вокал, який поєднується з грою на роялі, що утворює захопливе уявлення. Джордж Пурвіс вважає «Nevermore» і «White Queen (As It Began)» найвидатнішими піснями альбому. Можливо, пісня є попередником іншої пісні, написаної Мерк'юрі, «Love of My Life» з альбому «A Night at the Opera».
У 2011 році лейбл «Hollywood Records» випустив перевидання всіх альбомів «Queen» з бонусними треками. Демоверсія пісні, записана у квітні 1974 року на «BBC», увійшла до перевидання альбому «Queen II».

## Музиканти
- Фредді Мерк'юрі — вокал, бек-вокал, рояль, перебір струн рояля
- Джон Дікон — бас-гітара